# Dobromierz (gmina w województwie kieleckim)
Dobromierz – dawna gmina wiejska istniejąca do 1954 roku w woj. kieleckim. Siedzibą władz gminy był Dobromierz. 
Za Królestwa Polskiego i na początku okresu międzywojennego gmina Dobromierz należała do powiatu koneckiego w woj. kieleckim. 31 marca 1923 roku gminę przyłączono do powiatu włoszczowskiego w tymże województwie. Po wojnie gmina zachowała przynależność administracyjną. Według stanu z dnia 1 lipca 1952 roku gmina składała się z 14 gromad: Bobrowniki, Bobrowska Wola, Bobrowska Wola kol., Boża Wola, Dobromierz, Jeżowiec, Łapczyna Wola, Łapczyna Wola kol., Mrówina, Mrówina kol., Rączki, Stanowiska, Wymysłów i Wyrębiska.
Jednostka została zniesiona 29 września 1954 roku wraz z reformą wprowadzającą gromady w miejsce gmin. Po reaktywowaniu gmin z dniem 1 stycznia 1973 roku gminy Dobromierz nie przywrócono, a jej dawny obszar wszedł głównie w skład gminy Kluczewsko w tymże powiecie i województwie.